# Тірасіл Дангда
Тірасіл Дангда (тай. ธีรศิลป์ แดงดา, нар. 6 червня 1988, Бангкок) — таїландський футболіст, нападник клубу «Муангтонг Юнайтед» та національної збірної Таїланду.

## Клубна кар'єра

### Ранні роки
Народився 6 червня 1988 року в місті Бангкок, його батьки з провінції Сурін, регіон Ісан. Його батько також був футболістом і грав за команду Королівських ВПС. Молодша сестра Терасіла, Танікарн, також футболістка, є нападницею жіночої збірної Таїланду з футболу та шведського «Естерсунда».

### Рання кар'єра
Тірасіл почав свою футбольну кар'єру в 2003 році, у віці 15 років, граючи в футбол в Успенському коледжі Тонбурі. Два роки по тому він покинув коледж через відсутність професійної команди (вона була заснована тільки в 2011 році).
У сезоні 2004/05 Тірасіл приєднався до команди технічного училища авіації «Роял Таї Ейр Форс» з другого за силою дивізіону Таїланду. У тому ж сезоні він дебютував на професійному рівні і забив три м'ячі в шести матчах за клуб.
У 2006 році Тірасіл перейшов в «Раджпрачу», де став ключовим гравцем атакуючої ланки і найкращим бомбардиром клубу (дев'ять голів в 18 іграх), а також віддав п'ять гольових передач.
У 2007 році Тірасіл приєднався до клубу другого дивізіону «Муангтонг Юнайтед» і разом з командою вийшов з першого місця в вищу лігу, внісши свій внесок у вигляді семи м'ячів і шести результативних передач.

### Європа і повернення в Таїланд
25 липня 2007 року Тірасіл поряд з Сурі Сухою і Кіатправутом Сайваео прибув на перегляд в англійський «Манчестер Сіті», їх запросив тайський бізнесмен Таксин Чинават, який придбав «Сіті» в тому ж місяці. Через тривале очікування дозволу на роботу всі троє підписали контракти тільки 16 листопада.
Однак через проблеми з дозволом на роботу в листопаді Тірасіл і Суха були віддані в оренду швейцарському «Грассгопперу», але обидва так і не зіграли в першій команді, лише провівши по кілька матчів за дубль у другому дивізіоні. Тірасіл забив два голи в шести матчах за резервну команду і повернувся в «Сіті» в червні 2008 року. По поверненню він все ще не міг грати в Англії, а після продажу клубу «Abu Dhabi United Group» тайське тріо покинуло команду 16 жовтня 2008 року. Пізніше Тирасил сказав, що за час, проведений в «Сіті», він став краще як футболіст, незважаючи на те, що не грав у першій команді.
Незабаром після розірвання контракту Тірасіл повернувся на батьківщину і знову приєднався до «Раджпрачі» на решту сезону. Він забив шість голів у восьми іграх, а клуб фінішував в середині турнірної таблиці.

### «Муангтонг Юнайтед»
У 2009 році Тірасіл повернувся в «Муангтонг Юнайтед». 8 березня 2009 він дебютував у Прем'єр-лізі Таїланду в домашньому переможному матчі (3:0) над «Портом». Футболіст завершив сезон з сімома м'ячами, а «Муангтонг» став чемпіоном Таїланду.
У 2010 році Тірасіл повторив свій гольовий показник попереднього сезону і допоміг команді захистити титул чемпіона Таїланду. У 2011 році він став найкращим бомбардиром клубу, забивши 13 м'ячів, проте «Муангтонг» фінішував третім. Також в липні Тірасіл отримав запрошення на перегляд від англійського клубу «Квінз Парк Рейнджерс».
У 2012 році «Муангтонг» протягом усього сезону залишався непереможеним. 18 жовтня Тірасіл забив чотири м'ячі в одному матчі, а його команда з рахунком 8:1 розгромила ББЧЮ. Десять днів по тому він забив у матчі проти «БЕК Теро Сасана», суперники зіграли внічию 2:2. Цей гол гарантував Тірасілу титул найкращого бомбардира, він довів свій рахунок до 24 м'ячів і побив попередній рекорд Ронначаї Сайомчаї (23 м'ячі), встановлений у 1998 році.
Після результативного сезону Тірасіла запросили на перегляд два клуби іспанської Ла-Ліги: «Атлетіко Мадрид» і «Хетафе», але оскільки перший клуб співпрацював з «Муангтонгом», в січні 2013 року він відправився в стан «матрацників». У червні також з'явилася інформація про інтерес до гравця з боку турецького «Трабзонспора».
9 січня 2013 року Тірасіл відправився в Іспанію на двотижневий перегляд в «Атлетіко Мадрид». Після першого тренування зі столичним клубом він описав іспанський футбол словами «дуже швидкий, сильний і з відмінною якістю». Через чотири дні Дангда також дивився з трибун переможний матч «Атлетіко» з «Реалом Сарагосою», але контракт так і не підписав і в лютому повернувся в «Муангтонг».
Перший гол у новому сезоні Тірасіл забив 2 березня 2013 року, його команда з рахунком 2:1 обіграла «Армі Юнайтед». Свій другий гол він забив в кінці місяця, в домашньому матчі з рахунком 3:0 був розгромлений «Сонгкхла Юнайтед». Він знову забив у наступні вихідні в матчі проти «Ратчабурі». Після семи матчів без голів Тірасіл знову забив 29 травня у ворота «Суфанбурі», але цей гол став лише голом престижу, його клуб програв з рахунком 1:3. 23 червня він зробив дубль у грі проти «БЕК Теро», 5 жовтня оформив перший хет-трик в сезоні, а «Муангтонг» з рахунком 3:1 переміг «Джумпарасі Юнайтед». У 2013 році Терасіл також вперше зіграв на груповому етапі Ліги чемпіонів АФК, проте «Муангтонг» програв всі матчі, за винятком нічиї 2:2 с південнокорейським «Чонбук Хьонде Моторс». Тірасіл закінчив сезон з 16 голами в лізі (21 в цілому).
Сезон 2014 року Тірасіл почав на посаді відтягнутого форварда, граючи в парі із зірковим новачком команди Джеєм Ботройдом. Він забив два голи у другій грі сезону проти ТОТа (перемога 3:0). Загалом Тірасіл зіграв в 18 матчах ліги, забивши дев'ять м'ячів.
2 липня він зіграв свій, як передбачалося, останній матч за «Муангтонг» в Кубку Ліги, його команда з мінімальним рахунком програла «Бурірам Юнайтед». Після матчу Тірасіл попрощався з фанатами «Муангтонг».

### Оренда в «Альмерію» та «Санфречче Хіросіму»
21 лютого 2014 року Тірасіл підписав орендну угоду з іспанською «Альмерією» на один сезон, таким чином він став першим футболістом з Таїланду та загалом Південно-Східної Азії в Ла-Лізі. Він прибув у свій новий клуб 9 червня, у аеропорту його зустрічали вболівальники.
Тірасіл дебютував в чемпіонаті Іспанії 23 серпня 2014 року, замінивши Фернандо Соріано на 65-й хвилині домашнього матчу проти «Еспаньйола», суперники розійшлися нічиєю 1:1. 5 грудня він вперше вийшов у стартовому складі в матчі Кубка Іспанії і забив другий гол своєї команди, яка здобула перемогу з рахунком 4:3 над клубом «Реал Бетіс».
Втім не зумівши закріпитися в Іспанії, 20 січня 2015 року Тірасіл повернувся в «Муангтонг Юнайтед». Після повернення з оренди він допоміг «Муангтонгу» виграти тайську лігу 2016 року.
У наступному сезоні 11 березня 2017 року він забив 100-й гол за свій клуб у матчі проти «Накхон Ратчасіма». Крім того, він побив рекорд Піпоба Он-Мо (108 голів у чемпіонаті), коли забив 109-й гол, оформивши дубль у матчі проти «Супер Пауер Самут Пракан».
20 грудня 2017 року Тірасіл підписав орендну угоду з японським клубом «Санфречче Хіросіма». Він офіційно дебютував у матчі проти «Консадоле Саппоро», де грали його колишні товариші по «Муангтонгу» Чанатіп Сонкрасін і Джей Ботройд, Тірасіл забив переможний гол свого клубу.

### Повернення в «Муангтонг Юнайтед»
На початку 2019 року Дангда повернувся в «Муангтонг Юнайтед».

## Виступи за збірні

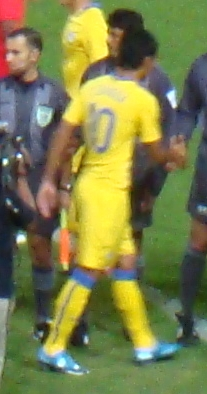
Тірасіл перед матчем з Сінгапуром. 18 листопада 2009 року.

У 2004 році Тірасіл у складі юнацької збірної Таїланду до 17 років зіграв на Кубку Азії U-17. Два роки по тому він вже у складі збірної до 19 років брав участь у Кубку Азії U-19. Він відкрив рахунок у матчі проти ОАЕ, у підсумку його команда виграла 2:1; але це була єдина перемога Таїланду на турнірі.
У 2007 році Тірасіл виступав за молодіжну збірну Таїланду. Його команда не змогла кваліфікуватися на літні Олімпійські ігри 2008 року. У грудні 2007 року він виграв золоту медаль на Іграх Південно-Східної Азії, забивши один гол на груповому етапі М'янмі (перемога 3:2). 
У тому ж році Тірасіл отримав свій перший виклик в основну збірну, а також потрапив у заявку з 23 осіб на домашній Кубок Азії 2007 року, що проходив у чотирьох країнах відразу, серед яких і Таїланд, ставши наймолодшим гравцем у складі своєї команди. Однак він зіграв лише один матч у всьому турнірі, вийшовши на заміну в матчі проти Іраку (1:1); господарі згодом посіли третє місце в групі A і не вийшли в плей-оф.
У жовтні 2007 року Тірасіл забив свої перші голи за збірну. У двох відбіркових матчах на чемпіонат світу 2010 року він забив по голу в ворота Макао, в обох іграх суперник був розгромлений з рахунком 6:1 і 7:1 відповідно.

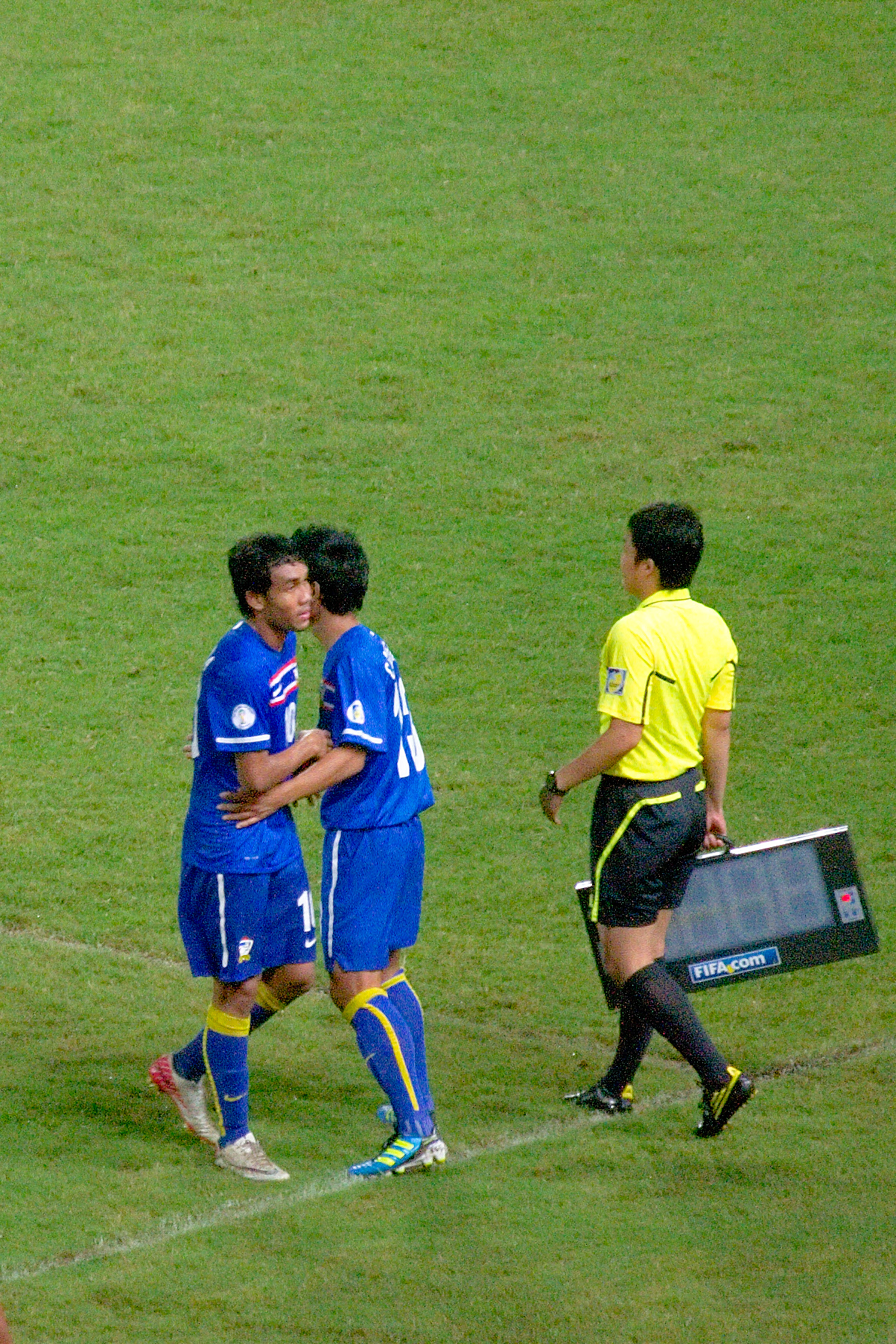
Тірасіл змінює Чатрі Чимталая в матчі з Оманом. 6 вересня 2011 року.

Тірасіл також був у складі збірної на чемпіонаті Південно-Східної Азії 2008 року. Він забив чотири голи на турнірі, а Таїланд посів друге місце, програвши у фіналі В'єтнаму із загальним рахунком 3:2. Дангда відкрив рахунок у другому матчі, але В'єтнам зумів в доданий час відновити паритет і стати переможцем. Тим не менш, Таїланд взяв реванш на переможному для себе Кубку Федерації футболу В'єтнаму у тому ж році.
У відбіркових матчах до чемпіонату світу 2014 року під керівництвом нового німецького тренера Вінфріда Шефера Тірасіл регулярно виходив на поле, забивав у ворота Австралії та Оману відповідно. Він був кращим бомбардиром чемпіонату Південно-Східної Азії 2012 року, де оформив хет-трик у матчі проти М'янми.
Тірасіл заробив і реалізував пенальті у товариському матчі Таїланду проти «Барселони» в рамках азійського турне каталонців 2013 року. У тому ж році він був викликаний до збірної на кваліфікацію до Кубка Азії 2015. В жовтні 2013 року Дангда зіграв товариський матч проти Бахрейну і забив у ворота Ірану у наступному матчі, проте його команда програла на виїзді 1:2.
У червні 2015 року він зробив дубль в матчі кваліфікації на чемпіонату світу 2018 року проти Тайваню, крім Тірасіла, в матчі ніхто не забивав.
Згодом, у складі збірної був учасником Кубка Азії 2019 року в ОАЕ. У першому матчі своєї збірної забив єдиний гол своєї команди, однак це не допомогло команді врятуватись від поразки 1:4 від збірної Індії.
| Дата       | Місто         | Господарі | Результат | Гості   | Турнір                     | Голи | Примітки |
| ---------- | ------------- | --------- | --------- | ------- | -------------------------- | ---- | -------- |
| 06-01-2019 | Абу-Дабі      | Таїланд   | 1 – 4     | Індія   | Кубок Азії 2019 - 1-й етап | 1    | кап.     |
| 10-01-2019 | Дубай (місто) | Бахрейн   | 0 – 1     | Таїланд | Кубок Азії 2019 - 1-й етап | -    | кап.     |
| Усього     |               | Матчів    | 2         |         | Голів                      | 1    |          |

## Стиль гри
Тірасіл грає на позиції класичного центрального нападника або відтягнутого форварда, також він часто опускається ближче до центру, щоб допомогти команді зберегти володіння м'ячем. Крім свого основного амплуа, він може грати на позиції півзахисника (атакуючий півзахисник або вінгер).
Тірасіл добре володіє м'ячем, швидкий з хорошим баченням поля, завдяки чому, крім голів, відрізняється великою кількістю результативних передач.

## Досягнення
Муангтонг Юнайтед
- Чемпіон Таїланду: 2009, 2010, 2012, 2016
- Віце-чемпіон Таїланду: 2013 , 2015
- Фіналіст Кубка Футбольної асоціації Таїланду: 2010 , 2011 , 2015
- Володар Кубка Короля Таїланду: 2010
- Фіналіст Кубка Короля Таїланду: 2011, 2013, 2014, 2016
- Володар Кубка тайської ліги: 2016, 2017
- Володар Кубка Чемпіонів Таїланду: 2017

Патум Юнайтед
- Чемпіон Таїланду: 2020
- Віце-чемпіон Таїланду: 2021/22
- Володар Кубка Чемпіонів Таїланду: 2021, 2022

Збірна Таїланду
- Переможець чемпіонату Південно-Східної Азії: 2016, 2020, 2022
- Фіналіст чемпіонату Південно-Східної Азії: 2008, 2012
- Володар Кубка Федерації футболу В'єтнаму[en]: 2008

### Індивідуальні
- Найкращий бомбардир чемпіонату Південно-Східної Азії: 2008 (4 голи), 2012 (5 голів), 2016 (6 голів)
- У символічній збірній чемпіонату Південно-Східної Азії: 2012 , 2016[33]
- Найкращий бомбардир чемпіонату Таїланду: 2012 (24 голи)
- Найкращий гравець чемпіонату Таїланду: 2012